# این چیزیه که واسش اومدی (ترانه)
«این چیزیه که واسش اومدی» یا «برای این اومدی» یا (به انگلیسی: This Is What You Came For) ترانه‌ای از کالوین هریس، به همراهی ریحانا است. این آهنگ در ۲۹ آوریل ۲۰۱۶ توسط سونی میوزیک و Westbury Road منتشر شد.
هریس به همراه دوست دختر سابق خود تیلور سویفت این ترانه را نوشته است (که ابتدا با نام مستعار Nils Sjöberg از او یاد شد).

## موزیک ویدیو
موزیک ویدیوی رسمی این ترانه که توسط امیل ناوا کارگردانی شده است، در تاریخ ۱۷ جوئن ۲۰۱۶ در یوتیوب منتشر شد.